# 杯萼樫木
杯萼樫木（学名：Dysoxylum cupuliforme）为楝科樫木属下的一个种。

## 扩展阅读
- 維基物種上的相關：杯萼樫木